# Подражаніє 11 псалму
«Подражаніє 11 псалму» — вірш Тараса Шевченка, написаний 1859 року у Санкт-Петербурзі.

## Написання
Зберігся чистовий автограф вірша у «Більшій книжці». Дата в автографі: «1859. 15 февраля». Датується за автографом: 15 лютого 1859 року, місце написання — Санкт-Петербург.
Автограф, з якого вірш переписаний до «Більшої книжки», не відомий. Переписавши текст до «Більшої книжки», Шевченко згодом вніс виправлення у рядок 8: «З гостей на цвинтар понесуть?» (замість «повезуть»). Ще до виправлення цього рядка рукописний список з автографа зробив П. О. Куліш, після виправлення — І. М. Лазаревський, з неправильним прочитанням окремих слів і зміною в рядку 30: «Розлий же їх, твої святії» замість «Розкинь же їх, твої святії».

## Публікація
Вперше вірш надруковано в журналі «Основа» (1861, № 10, стор. 1) за «Більшою книжкою», під редакційною назвою «Прочитавши 11 псалом» та з різночитаннями в рядках 8: «З гостей на цвинтар повезуть» та 21: «Малих отих рабов похилих».
За першодруком зроблено списки: невідомою рукою в рукописній збірці «Сочинения Т. Г. Шевченка» (1862) та в рукописній збірці «Кобзар» (1865), переписаній Д. Демченком.
До збірки творів уперше введено у виданні: «Кобзарь Тараса Шевченка / Коштом Д. Е. Кожанчикова» (СПб., 1867, стор. 625—626), де подано за першодруком.

## Сюжет
Вірш є вільним переспівом 11-го псалма із церковнослов'янського тексту. Шевченко використовує лише окремі слова й фразеологізми, вмонтовуючи їх у поетичну тканину власного твору, в якому, на відміну від біблійного оригіналу, акцентується мотив громадянського покликання поета — захисника народних інтересів, а також передрікається неминуча перемога над визискувачами. 